# 護憲運動

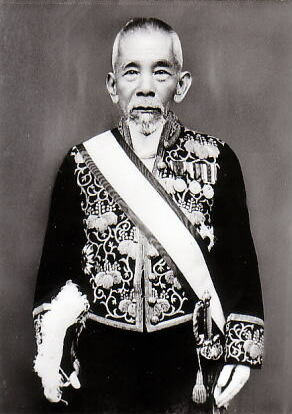
犬養毅

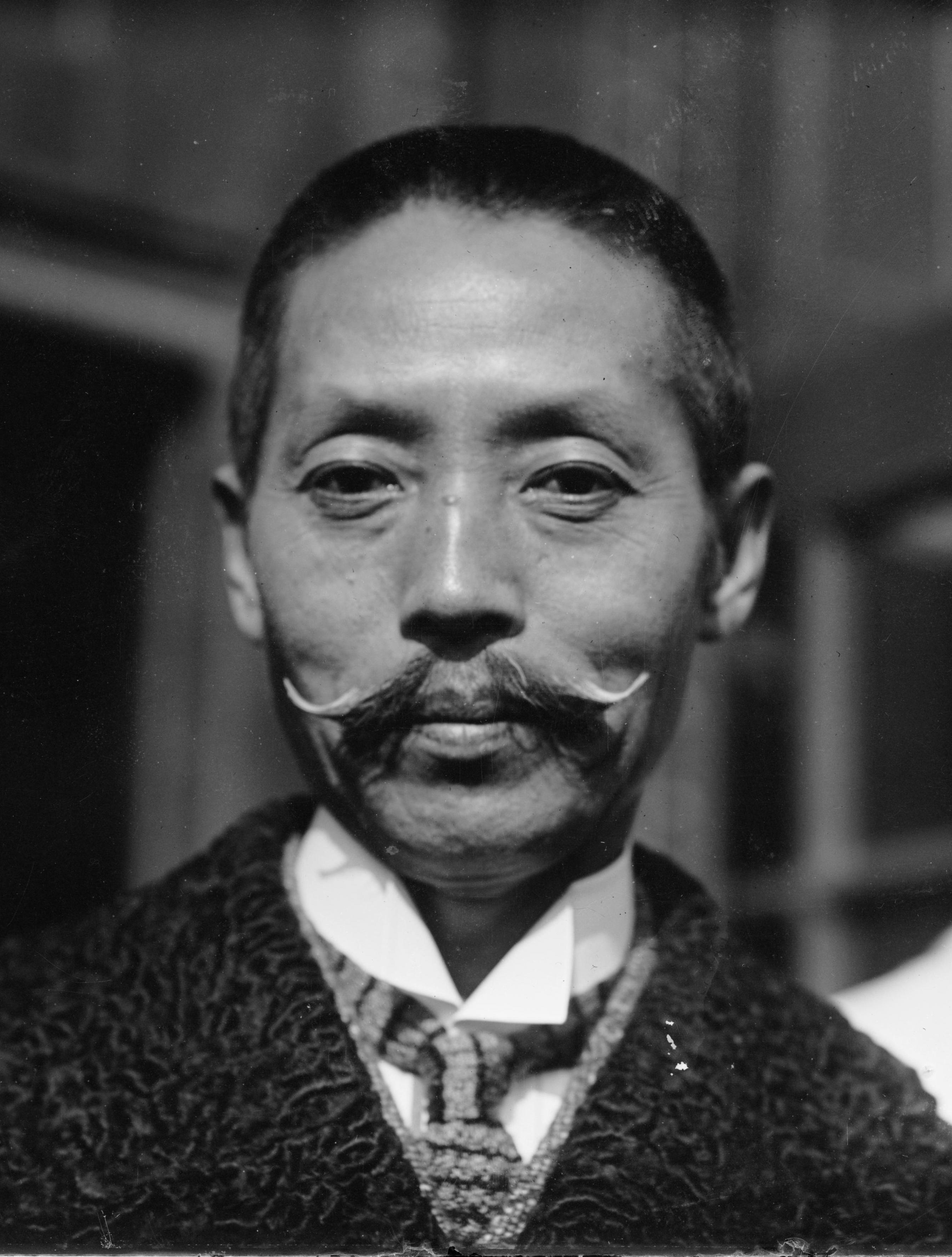
尾崎行雄

護憲運動，也稱憲政擁護運動，是大正時代支持立憲政治的日本人與政黨發生的政治運動。

## 第一次憲政擁護運動

### 背景與開端
從明治時代過渡到大正時代的時期，日本的政治被9個稱為「元老」的權威人士所控制。這9個人都是倒幕運動之中有功績的人，並且之後指導明治政府的運作。他們是山縣有朋、井上馨、松方正義、西鄉從道、大山巖、西園寺公望、桂太郎、黑田清隆、伊藤博文。其中在第一次護憲運動的時候仍然在世的為6人：山縣有朋、井上馨、松方正義、大山巖、西園寺公望、桂太郎。這9個人除西園寺公望外都來自倒幕中心的薩摩藩或長州藩。雖然沒有法律上的規定，但在大日本帝國憲法之下有決定首相的權利，也就是說他們形成了事实上的藩閥政治。
明治時期完結後，大正時代的日本人開始批判藩閥政治，並且希望建設以民主為基礎的憲法。在這個背景之下，大正元年（1912年）12月，第2次西園寺公望內閣的陸軍大臣上原勇作提倡要增加兩個陸軍師團，但被西園寺公望以日俄戰爭後財政困難而拒絕。於是上原勇作辭去陸軍大臣一職。當時的軍部大臣現役武官制規定只有現役的大將或中將可以成為陸海軍大臣。由於這個規定，失去了陸軍大臣的西園寺公望內閣被迫總辭職。
陸軍大將的桂太郎作為西園寺公望的後繼內閣開始了組閣。對此，民眾認為桂太郎是根據山縣的意思開始推進陸軍軍備擴充。日本人希望推進議會政治，反對藩閥政治。並且以「打破閥族・擁護憲政」的口號開始了第一次憲政擁護運動。

### 運動
立憲政友會的尾崎行雄與立憲國民黨的犬養毅反對藩閥政治，互相協助下組成了憲政擁護會。
大正2年（1913年）2月5日，立憲政友會與立憲國民黨在議會內提出對桂內閣的不信任動議。尾崎行雄對於提出議案的理由如此回答：

他們經常開口說忠愛，說得好像忠君愛國是自己的特權一樣，可是看到他們所作所為，就是經常隱藏在玉座的陰影下狙擊政敵。他們不就是以玉座為牆壁、以詔勅為子彈打擊政敵嗎？

 — 『大日本憲政史』
桂太郎為了避開不信任動議，命令議會暫停5天。可是引起了民眾的公憤，有市民甚至襲擊擁護桂太郎的議員。桂太郎沒有對此沉默，他以詔勅為後盾向尾崎行雄施加壓力。尾崎在沒辦法之下應承徹回不信任動議。
2月10日，議會再開。這時候憲政擁護派在上野公園以及神田等地舉行集會批評桂內閣。有市民在聽到集會的演說後，集體到國會議事堂抗議。桂為了減弱政友會與國民黨的勢力，要求政府干涉舉行大選。不過衆議院議長大岡育造強烈反對解散議會。桂於是命令議會暫停3日。
另一方面，對桂太郎的暧昧態度感到憤怒的市民開始襲擊國民新聞社和警察。加上憲政擁護運動開始擴散至東京以外。關西也出現了襲擊新聞社和議會邸宅的事件。日本各地反對桂內閣的暴動一浪接一浪。在這個情況下，桂太郎內閣終於在2月11日被迫請辭。

### 意義
大日本帝國憲法之下，首次出現了因為國民的政治運動而內閣被迫請辭的事件，因此也有人稱之為「大正政變」。憲政擁護運動顯示了藩閥政治已經走到尾路，必須要由民主政治代替。
桂內閣之後組閣的是薩摩藩出身的海軍大將山本權兵衛（第一次內閣）。山本為了避免重蹈覆轍，緩和了軍部大臣現役武官制，向政黨讓步。對國民採取融和政治把政局安定化。第一次憲政擁護運動的成果可以說是意義重大。

## 第二次憲政擁護運動

### 背景與開端
原敬與高橋是清開始了政黨內閣的政治，不過那也在不足4年時間內結束。這個時候，日本國民間爭取普選權的運動也愈來愈高漲。
在這個背景下的大正12年（1923年）12月27日，準備出席帝國議會開院儀式的攝政王裕仁親王（後來的昭和天皇）被自稱共產主義者的青年難波大助狙擊。裕仁親王在這次事件（虎之門事件）中沒有受傷。不過第二次山本權兵衛内閣就為事件負責而總辭職，代替的樞密院議長清浦奎吾受命組閣。可是清浦内閣選出來的閣僚除了總理大臣與外務陸海軍大臣之外全部都是從貴族院議員選出，組成了一個超然內閣。
這個時候國民間對政黨內閣復活以及普選權的要求日益高漲。國民間再次發生擁護憲政的運動，也就是第二次憲政擁護運動。可是相對第一次運動，第二次憲政擁護運動沒有發生暴動，氣氛也不及第一次熱烈。這是因為清浦内閣預定是在1924年5月10日舉行總選舉之前的過渡性選舉管理內閣。部份人認為考慮到中立性之後，選擇沒有政黨色彩的貴族院議員也是沒辦法的事。憲政會的加藤高明與革新倶楽部的犬養毅開始了批判清浦内閣的運動，不過相對第一次運動的規模較小。

### 運動
大正13年（1924年）1月15日，立憲政友會總裁的高橋是清呼應加藤與犬養，決定打倒清浦内閣。這時候，政友會在眾議院有278席，是第一大黨。高橋是清當初也支持清浦内閣，但也只是因為這個內閣有半年的期限。另外也考慮到如果眾議員沒有支持清浦内閣的勢力，社會主義者的運動會更加高漲。高橋是清其實對清浦内閣並不是特別有好感。
可是，床次竹二郎等人反對與犬養合作打倒清浦内閣。床次竹二郎集合了148名反對派的議員脫黨，結成政友本黨。擁有148名議員的政友本黨比留在政友會的130名議員數目更多，成為支持清浦内閣的第一大黨。因此，政友會在倒閣運動中失去主導權。
同年的1月18日，在三浦梧樓的斡旋下，加藤高明、高橋是清、犬養毅在三浦邸集會，結成護憲三派。同意「打倒清浦内閣，實行憲政，確立政黨內閣制」的目標。

我等在前年計劃結合三黨首雖然失敗，但看到現在出現的官僚内閣，實在無法沉默，感到是時候再次計劃結合。......加藤之後高橋也來了，犬養也來了。三黨首已經齊集。我等為了擁護憲政，認為三派必需聯合，在沒有異議之下，護憲三派的結合在此成立。......三黨首商議後，決定要實行憲政，確立政黨內閣制。
 — 《觀樹將軍回顧錄》
加藤等護憲三派在關西開辦憲政擁護大會進行演說等活動，得到國民的支持，運動氣氛高漲。加上貴族院之中，清浦曾經所屬的研究會的議員在閣僚10人中竟然佔了3人。這種「用人唯親」的人事調動引起了其他派別的批評。由於這些原因，1月31日清浦内閣在眾議院任期未滿的情況下解散議會舉行總選舉，為事件作一個決斷。不過這脫離了選舉管理內閣應有的任務，明顯是在研究會和政友本黨的支持下以長期執政為目標，受到各方批評。因此，這次解散不被稱為「懲罰解散」，而被稱為「清浦政變」。再加上前年的關東大地震導致選舉名冊損毀，投票日延期至當初預定的5月10日，在此期間，清浦内閣妨礙護憲三派的選舉運動，招致各層的市民的憤慨。
然後在5月10日舉行的第15回眾議院議員總選舉，護憲三派取得了286個議席（憲政會151名、政友會105名、革新俱樂部30名）。相對之下支持清浦内閣政友本黨只有109個議席。選舉結果是護憲三派取得壓倒性的勝利。然後在6月，清浦内閣終於倒下。第一大黨的加藤高明負責組織內閣。加藤從政友會委任2人，從革新俱樂部委任1人，組成護憲三派内閣。這是自高橋是清以來第3次政黨內閣復活。

### 意義
第二次憲政擁護運動不是國民的運動而是政黨運動。比較第一次運動的規模細小很多。可是，提倡天皇機關說的美濃部達吉就對運動作高度評價。稱之為「長時間的梅雨後終於天晴，可以期望看到微弱的陽光的感覺」。
加藤内閣廢除了4個陸軍師團，削減1億日元的預算；進行貴族院改革，有爵位議員之中，伯爵、子爵、男爵的數目減少150名；起用幣原喜重郎進行協調外交，與蘇聯建立外交關係；制度普選法等多項改革。
可是同時加藤内閣制定了《治安維持法》，這條法例被稱為惡法。尾崎行雄、德川義親（松平春嶽的兒子）等人雖然到最後都反對治安維持法，但仍然不成功。《治安維持法》被認為是二次大戰前的惡法，但這條法例卻是由護憲運動組成的內閣立法，可以說是一大諷刺。